# Aphanogmus varipes
Aphanogmus varipes är en stekelart som beskrevs av William Harris Ashmead 1893. Aphanogmus varipes ingår i släktet Aphanogmus och familjen pysslingsteklar. Inga underarter finns listade i Catalogue of Life.